# Drapeau de la Nation navajo
Le drapeau de la Nation navajo est le drapeau officiel de la Nation navajo, une réserve indienne dans la région des 'Four Corners' : Arizona, Nouveau-Mexique, Colorado, et Utah.